# Recurvirostra andina
Recurvirostra andina là một loài chim trong họ Recurvirostridae.